# Birsfelden
Birsfelden (toponimo tedesco) è un comune svizzero di 10 469 abitanti del Canton Basilea Campagna, nel distretto di Arlesheim; ha lo status di città.

## Storia
Il comune di Birsfelden è stato istituito nel 1875 per scorporo da quello di Muttenz.

### Simboli
Lo stemma è in uso dal 1921. Le tre stelle d'oro rappresentano il nome Sternenfeld (in tedesco "campo di stelle") che era vecchio aeroporto attivo a Birsfelden dal 1920 al 1953, mentre la fascia ondata simboleggia il fiume Birsa.

## Monumenti e luoghi d'interesse

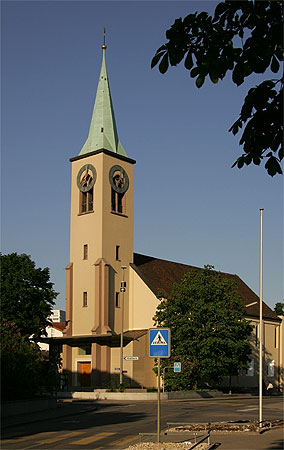
La chiesa riformata

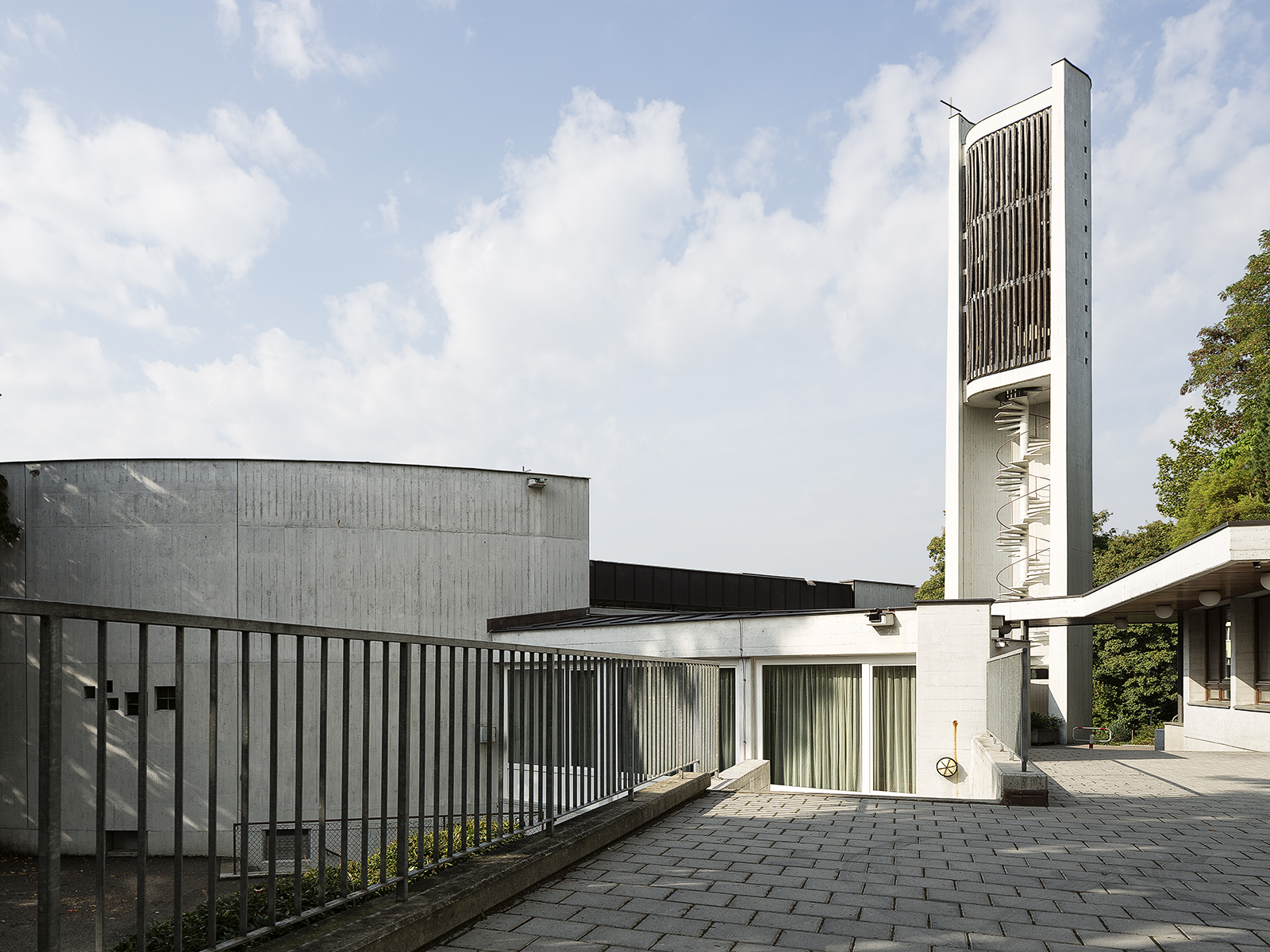
La chiesa cattolica di San Nicola della Flüe

- Chiesa riformata, eretta nel 1866[1];
- Chiesa cattolica di San Nicola della Flüe, eretta nel 1959[1].

## Società

### Evoluzione demografica
L'evoluzione demografica è riportata nella seguente tabella:
Abitanti censiti

## Amministrazione
Ogni famiglia originaria del luogo fa parte del cosiddetto comune patriziale e ha la responsabilità della manutenzione di ogni bene ricadente all'interno dei confini del comune.